# Pedra do Ingá
A Pedra do Ingá é um monumento arqueológico, identificado como "itacoatiara", constituído por um terreno rochoso que possui inscrições rupestres entalhadas na rocha, localizado no município brasileiro de Ingá no estado da Paraíba.
A formação rochosa em gnaisse cobre uma área de cerca de 250 m². No seu conjunto principal, um paredão vertical de 50 metros de comprimento por 3 metros de altura, e nas áreas adjacentes, há inúmeras inscrições cujos significados ainda são desconhecidos. Neste conjunto estão entalhadas figuras diversas, que sugerem a representação de animais, frutas, humanos e constelações como a de Órion.
O sítio arqueológico fica a 109 km de João Pessoa e a 38 km de Campina Grande. O acesso ao local se dá pela BR 230, onde há uma entrada para a PB 90, na qual após percorrer 4,5 km chega-se ao núcleo urbano de Ingá. Atravessando a avenida principal da cidade, percorrem-se mais 5 km por estrada asfaltada até se chegar ao Sítio Arqueológico da Pedra do Ingá. No local há um prédio de apoio aos visitantes e as instalações de um museu de História Natural, com vários fósseis e utensílios líticos encontrados na região onde hoje fica a cidade.
O sítio arqueológico está numa área, outrora privada, que foi doada ao Governo Federal brasileiro e posteriormente tombada  como Monumento Nacional pelo extinto Serviço do Patrimônio Histórico e Artístico Nacional (atual IPHAN), a 30 de novembro de 1944.

## Etimologia
O termo "itacoatiara" vem da língua tupi: itá ("pedra") e kûatiara ("riscada" ou "pintada"). De acordo com a tradição, quando os indígenas potiguaras, que habitavam a região, foram indagados pelos colonizadores europeus sobre o que significavam os sinais inscritos na rocha, usaram esse termo para se referir a eles.[carece de fontes?]

## Características
Costuma-se associar as imagens das inscrições rupestres da Pedra do Ingá apenas ao paredão vertical. Porém todo o terreno rochoso possui inscrições das mais diversas formas, onde foram empregadas variadas técnicas de gravura em pedra. As diferentes partes foram denominadas de painéis pelos professores Thomas Bruno Oliveira e Vanderley de Brito, para fins de pesquisa e referências acadêmicas. São elas:
- Painel Vertical - É o mais conhecido e estudado do conjunto; da área de 46 metros de extensão por 3,8 m de altura da rocha, 15 metros de extensão por 2,3 m de altura estão quase completamente tomados por inscrições. A maioria delas está abaixo de uma linha horizontal, ligeiramente ondulada de 112 incisões capsulares. Essas inscrições são bastante caprichadas, apresentando sulcos largos (chegando a até 5 cm), relativamente profundos (atingindo até 8 mm) e bem polidos.
- Painel Inferior - Está sobre o piso do lajedo em frente ao painel vertical. Cobre uma área de 2,5 m² com várias inscrições arredondadas das quais saem riscos, lembrando estrelas. Os professores acima citados e o pesquisador Dennis Mota propõem que ali estaria representada a constelação de Órion ou as Plêiades, pois são as constelações que podem ser vistas ao se olhar para o céu noturno estando naquela localização.
- Painel Superior - Localiza-se acima do Painel Vertical, no topo da rocha, a 3,8 metros de altura. É composto por sinais dispersos de menos profundidade e largura e também feitos com menos esmero do que os que estão logo abaixo. A inscrição que mais chama a atenção nesse painel é um grande círculo em forma de espiral, atravessado por uma inscrição em forma de seta que aponta para o poente.
- Há também as chamadas Inscrições Marginais, que estão dispersas pela área do conjunto rochoso e são de aparência mais rústica, se comparadas às outras inscrições. Muitas delas são apenas raspadas na superfície da rocha. A razão pela qual essas inscrições se diferenciam das demais, por sua simplicidade, é mais um dilema entre os pesquisadores. Vanderley de Brito propõe que poderiam ter sido produzidas por culturas anteriores à que produziu as inscrições principais. Dennis Mota já dá outra explicação: a de que as inscrições marginais poderiam ter servido de esboço para as inscrições dos painéis, mais elaboradas.

## História
Não se sabe como, por quem ou com que motivações foram feitas as inscrições nas pedras que compõem o conjunto rochoso. Têm sido apontadas diversas origens.
Muitos defendem que a Pedra do Ingá tenha origem fenícia. O catedrático Padre Inácio Rolim, que viveu no século XIX, foi um dos primeiros defensores e divulgadores dessa tese, fazendo analogias entre os símbolos escritos na Pedra do Ingá e caracteres da escrita fenícia. A pesquisadora  Fernanda Palmeira,  no início do século XX, percorreu várias regiões do sertão do Nordeste, estudando supostos vestígios fenícios nessa região. Além de vários artigos, ela chegou a escrever o livro "História Antiga do Brasil", no qual não só associou as inscrições rupestres de Ingá aos fenícios, como também, à escrita demótica egípcia.

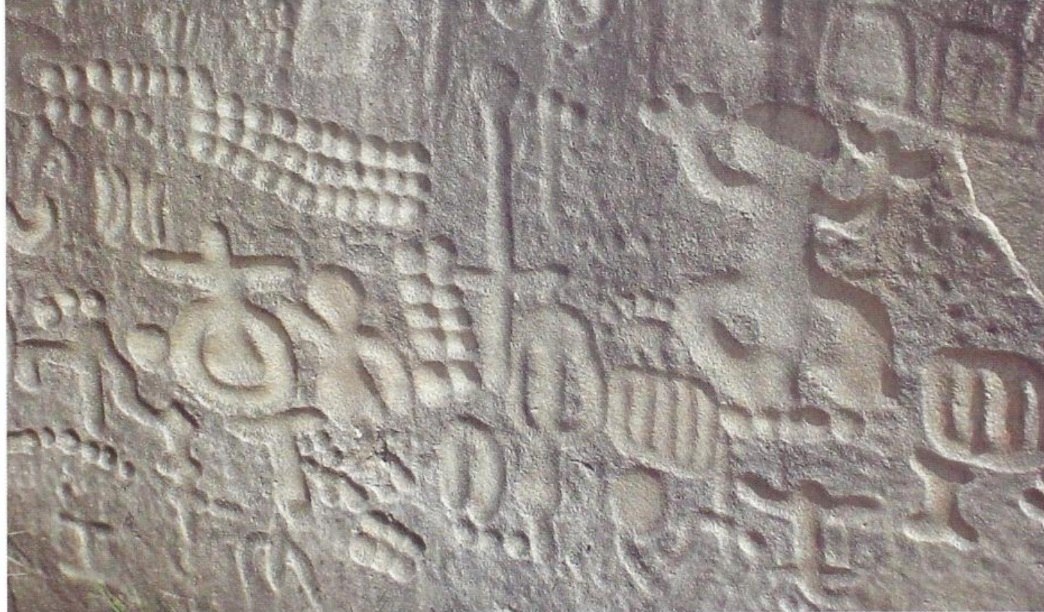
Símbolos presentes na Pedra do Ingá.

Porém, até hoje, não foi possível afirmar de forma conclusiva quem foram os autores dos sinais e quais seriam as motivações do monumento ter sido produzido. Arqueólogos, como Dennis Mota e Vanderley de Brito, acreditam que as inscrições tenham sido feitas ao longo de gerações, por comunidades seminômades em passagens um pouco mais prolongadas pela região, e que teriam usado cinzéis de pedra para esculpir os sinais na rocha, há cerca de 6000 anos.
Já estiveram presentes no local arqueólogos da Universidade de Lyon (França), que, juntamente com professores e bolsistas da Universidade Federal de Pernambuco e do Departamento de Física da Universidade Federal da Paraíba, tiraram um molde das inscrições, em 1996. Porém, uma datação em carbono 14, que poderia detectar a idade das inscrições, é inviável, pois o conjunto de rochas fica na várzea do rio Bacamarte, o qual, em tempos de enchentes, cobre todo o conjunto rupestre revolvendo a terra e friccionando as camadas superficiais das rochas.

## Arqueoastronomia
Há uma hipótese que fornece aos petróglifos do Ingá uma importância excepcional do ponto de vista arqueoastronômico. Em 1976, o engenheiro espanhol Francisco Pavía Alemany começou um estudo matemático do monumento arqueológico, cujos primeiros resultados foram publicados em 1986 pelo Instituto de Arqueologia Brasileira . Este autor identificou, no Ingá, o registro arqueológico mais extraordinário conhecido da variação do orto solar durante o ano inteiro, materializou por uma série de "capsulars" e outras pinturas rupestres gravadas na superfície vertical, que como um limbo graduado forma um "calendário solar", no qual um gnomon lançaria a sombra dos primeiros raios do sol de cada dia. A Associação Astronômica de Safor publicou em 2005 uma síntese desse trabalho no seu boletim oficial Huygens nº 53 
Mais tarde, Pavía continuou com o estudo de Ingá, focando desta vez sobre o registro de uma série de gravuras sobre a superfície rochosa do próprio  piso do lajedo, onde são observadas muitas "estrelas" que podem ser agrupados para formar "constelações". Tanto o registro de "capsular", como as "constelações" em si, fornecem grande valor a Ingá, mas a coexistência de ambos no mesmo campo dá a Ingá uma importância arqueoastronômica excepcional.
Em 2006, o arqueoastrônomo e egiptólogo José Lull  coordenou a publicação de um livro intitulado Trabajos de arqueoastronomía : ejemplos de Africa, América, Europa y Oceanía, compêndio de treze artigos escritos por arqueoastrônomos de prestígio. Entre estes artigos está incluído "El Conjunto arqueoastronómico de Ingá", onde está exposto o estudo desses dois grupos e as razões para qualificar Ingá como um monumento arqueoastronômico excepcional, sem par no mundo.

## Galeria

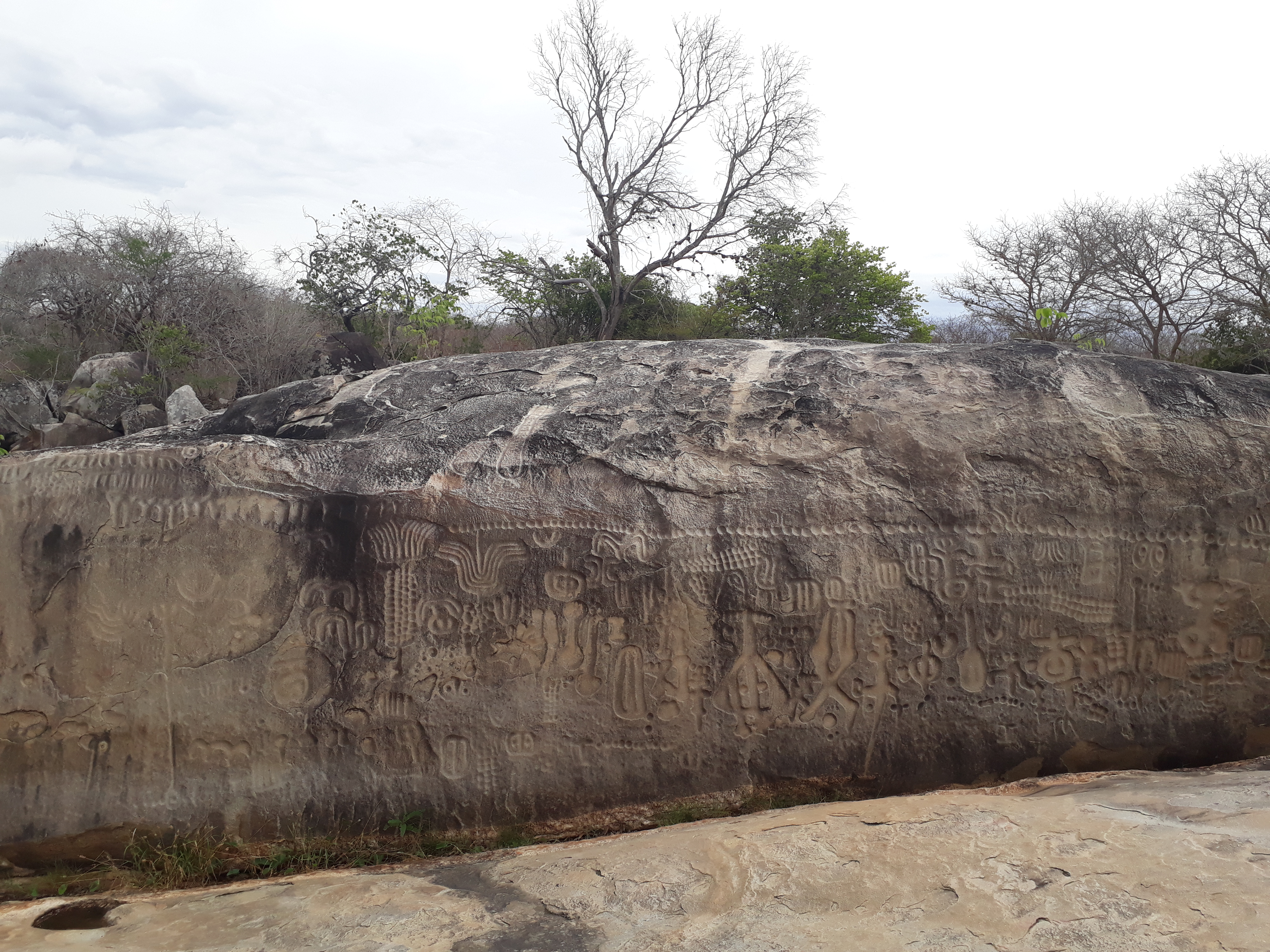
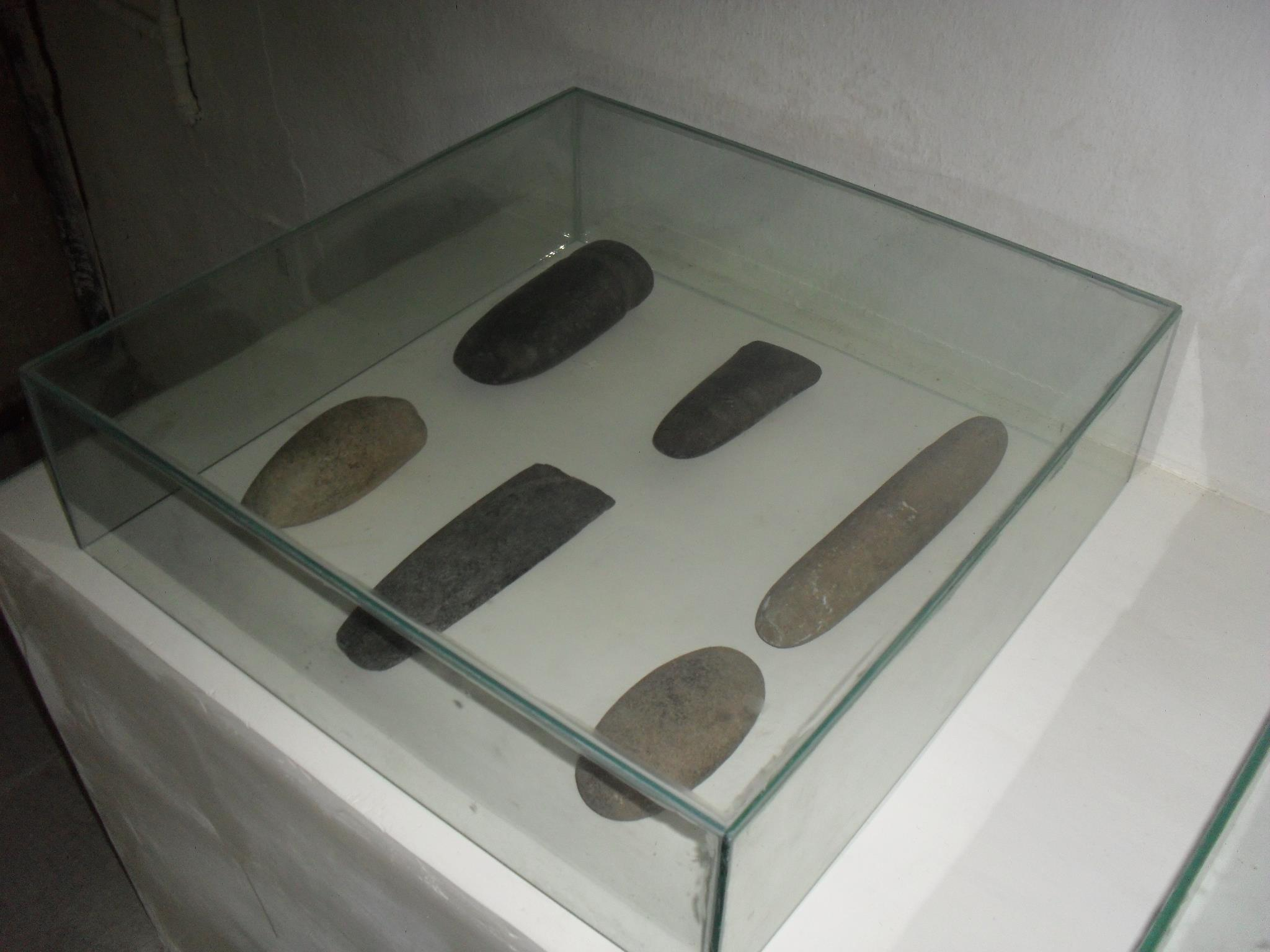
Utensílios líticos no Museu de História Natural do Sítio Arqueológico da Pedra do Ingá
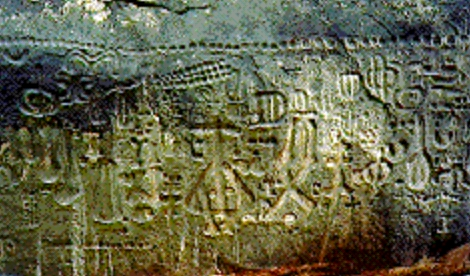
Detalhe da Pedra do Ingá
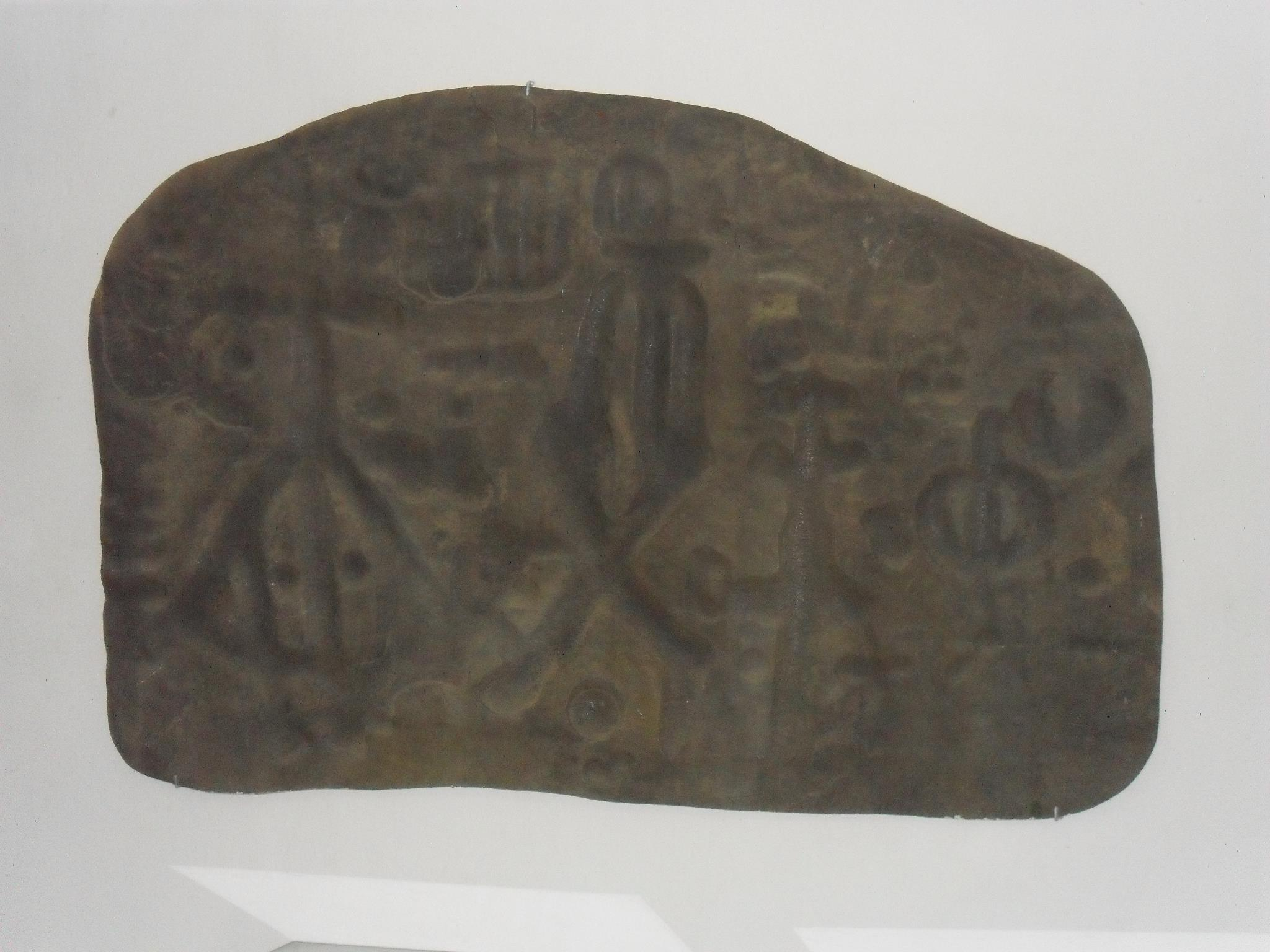
Imagem obtida a partir do molde em composto de silicone das inscrições da Pedra do Ingá
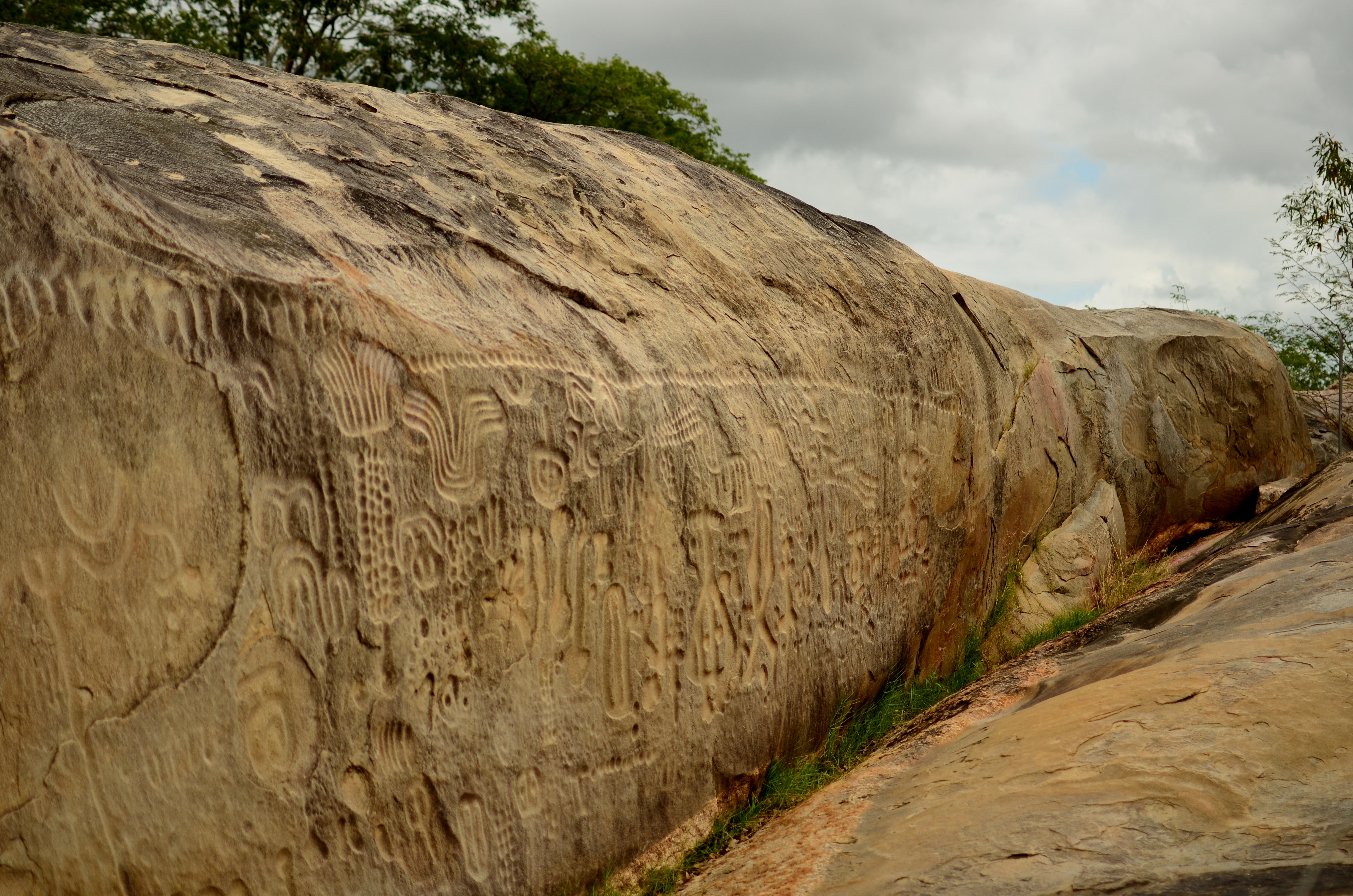
Detalhe das inscrições da Pedra do Ingá

## Cultura popular
Na graphic novel, Piteco: Ingá, releitura do personagem Piteco de Mauricio de Sousa, o quadrinhista paraibano Shiko presta uma homenagem a Pedra do Ingá, estabelecendo uma origem brasileira do homem das cavernas.

## Leituras adicionais
- BRITO, Vanderley de. A Pedra do Ingá - Itacoatiaras na Paraíba. 4ª edição. Campina Grande: Universidade Federal de Campina Grande. 2011